# Heinrich Grote (Mediziner)
Heinrich Ernst Wilhelm Grote (* 29. Februar 1888 in Hannover; † Mai 1945 in Berlin) war ein deutscher Mediziner, SS-Führer und NS-Ärztefunktionär.

## Leben
Heinrich Grote war der Sohn eines Stadtschulrates. Seine Schullaufbahn beendete er 1906 mit der Reifeprüfung in Hannover. Danach absolvierte er ein Medizinstudium an der Universität Marburg und an der Kaiser Wilhelms-Akademie für das Militärärztliche Bildungswesen, das er 1913 mit dem Staatsexamen abschloss. Im selben Jahr wurde er approbiert. Schließlich wurde er zum  Dr. med.  promoviert. Er nahm als Stabsarzt am Ersten Weltkrieg teil. Nach Kriegsende praktizierte er als Allgemeinmediziner von 1919 bis 1933 in Osterwald. Ab 1928 gehörte er der Niedersächsischen Ärztekammer Hannover an und ab 1929 dem Ausschuss des Hartmannbundes.
Der NSDAP trat er zum 1. August 1932 bei (Mitgliedsnummer 1.248.830) und im selben Jahr auch der SS (SS-Nummer 44.005), bei der er im September 1938 bis zum SS-Oberführer aufstieg. Zudem wurde er Mitglied im NS-Ärztebund. Nach der Machtübernahme durch die Nationalsozialisten wurde er 1933 Beauftragter des Reichsärzteführers Gerhard Wagner für die Ärzteorganisationen in Niedersachsen und im September dieses Jahres Landesinspekteur der kassenärztlichen Organisationen für Berlin und Brandenburg. Ab 1934 vertrat er Wagner bei der Reichsleitung  der Kassenärztlichen Vereinigung Deutschlands. Er leitete ab 1935 die Hauptstelle Sozialversicherung im Hauptamt für Volksgesundheit und war dort Verbindungsmann zur SS. 1939 wurde er zum Reichsamtsleiter ernannt.  Ab 1935 hielt er Vorträge an der Führerschule der Deutschen Ärzteschaft in Alt Rehse.
Während oder nach der Schlacht um Berlin wurde er im Mai 1945 von Rotarmisten erschossen.